# De vlammenzee
De vlammenzee is het tweede stripalbum uit de reeks Lefranc, bedacht, geschreven en getekend door Jacques Martin. 
Het verhaal startte in oktober 1959 in nummer 41 van stripblad Kuifje en liep tot en met nummer 47 in 1960. Het verhaal werd nogmaals gepubliceerd in 1975 In het stripblad Pep (nummers 29 t/m 39, van juli t/m september).
Het eerste album werd uitgegeven in De Lombard Collectie als hardcover met linnen rug in 1961 door uitgeverij Le Lombard.
Uitgeverij Casterman gaf het album als softcover opnieuw uit met nummer 3 in de serie Lefranc in 1975. In 1974 was het vierde verhaal verschenen in de serie, Het hol van de wolf, dat als nummer 1 in de albumreeks werd uitgebracht. 
Deze uitgave uit 1975 kent verschillende herdrukken, in ieder geval in 1978, 1981, 1985 1990, 2001 en 2015.

## Het verhaal
Journalist Guy Lefranc brengt zijn jonge vriend Jeanjean naar de trein. Jeanjean gaat terug naar zijn oom, de geleerde Le Gall. Een vriend van Le Gall waarschuwt echter Lefranc dat Jeanjean in gevaar is. Lefranc kan niet voorkomem dat Jeanjean ontvoerd wordt, maar slaagt er uiteindelijk wel in hem te bevrijden uit Mont Saint-Michel. De ontvoerders, onder leiding van de oliemagnaat Arnold Fischer, wilden Jeanjean gebruiken om Le Gall onder druk te zetten. Als alternatief schakelen zij nu Axel Borg in. 
Le Gall heeft een revolutionaire uitvinding gedaan waarbij fossiele brandstoffen niet meer nodig zijn: hij kon middels zijn uitvinding van zeewater petroleum maken. Dit druist tegen alle belangen van de oliemagnaten in dus proberen ze deze uitvinding te pakken te krijgen. 
Er volgt vervolgens een zoektocht door Lefranc aan de ene kant en Borg aan de andere kant om te ontdekken waar Le Gall zich schuil houdt. De geleerde blijkt uiteindelijk zich te hebben teruggetrokken in een vuurtoren op een eiland in de baai van Morgastel aan de Bretonse kust. 
Ondertussen krijgt Lefranc hulp van inspecteur Renard, die namens de Franse overheid de uitvinding van Le Gall wil hebben. Nu de Franse overheid erbij betrokken is, veranderen Fischer en Borg van tactiek en maken de uitvinding van Le Gall wereldwijd bekend. Het eiland wordt spoedig belaagd door schepen van allerlei mogendheden, maar de Franse overheid blokkeert de toegang tot het eiland. 
Terwijl de politieke spanningen oplopen, weet Lefranc toch op het eiland te komen waar hij zich bij Le Gall voegt, die Jeanjean al iets eerder daarheen had gehaald. Borg weet vermomd als minister van Binnenlandse Zaken met zijn mannen ook op het eiland te komen en er ontstaat een gevecht. 
Als Borg met de uitvinding van het eiland af wil, blijkt een heftige orkaan net de Franse kust te hebben bereikt. Delen van de vuurtoren komen onder water te staan, waarbij de voorraad tabletten, de uitvinding van Le Gall, begint op te lossen en zeewater in benzine verandert. Als Lefranc Borg probeert te stoppen, schiet deze een vuurpijl af op Lefranc waardoor onbedoeld de benzine in brand vliegt. De hele baai wordt al snel een vlammenzee. Aangewakkerd door de orkaan wordt ook het dorp en de omgeving in lichterlaaie gezet. Lefranc weet Jeanjean en enige anderen uit de vuurtoren te halen, maar Le Gall kunnen ze niet vinden. Als ze vervolgens naar de kust varen, ontploft de vuurtoren en geven ze de hoop op dat ze Jeanjeans oom nog levend zullen terugzien. Lefranc zegt voor Jeanjean te zullen zorgen nu zijn oom er niet meer is.